# Scoloposcorpio cramondensis
Scoloposcorpio
Genre
Espèce
Scoloposcorpio cramondensis, unique représentant du genre Scoloposcorpio, est une espèce fossile de scorpions de la famille des Scoloposcorpionidae.

## Répartition
Cette espèce a été découverte à Cramond en Écosse. Elle date du Carbonifère.

## Étymologie
Son nom d'espèce, composé de cramond et du suffixe latin -ensis, « qui vit dans, qui habite », lui a été donné en référence au lieu de sa découverte, Cramond.

## Publication originale
- (en) Kjellesvig-Waering, « A restudy of the fossil Scorpionida of the World », Palaeontographica Americana, 1986, vol. 55, p. 5-287.